# 75 mm armata mle 1897
Canon de 75 mle 1897 – francuska armata polowa używana w czasie I i II wojny światowej. W Polsce nosiła oznaczenie: armata wz. 1897 (wz. 97). Często popularnie nazywana armatą Schneider, mimo że nie była skonstruowana w zakładach Schneider & Cie w Le Creusot. Popularnie znana we Francji jako soixante-quinze („siedemdziesiątkapiątka”).

## Opis konstrukcji
Została skonstruowana na przełomie XIX i XX wieku we Francji przez majora Josepha Alberta Deporta. Była to pierwsza w świecie nowoczesna armata o ogólnej konstrukcji używanej do dziś. Jej wprowadzenie na uzbrojenie armii francuskiej spowodowało rewolucyjny wręcz wzrost jej siły ognia i wymusiło na innych krajach możliwie szybkie opracowanie własnych dział podobnej konstrukcji.
Składała się z lufy z zamkiem klinowym, kołyski, oporopowrotnika olejowo-powietrznego w kołysce i łoża. Właśnie oporopowrotnik był najbardziej rewolucyjnym rozwiązaniem armaty. Poprzednie modele dział miały lufy przymocowane do łoża na sztywno, co powodowało, iż po każdym strzale armata odskakiwała do tyłu. Oporopowrotnik pozwolił zlikwidować ten problem, a zwiększenie stabilności systemu oraz użycie nowoczesnego zamka pozwoliło na szybkostrzelność w granicach około 30 strzałów na minutę, co było wówczas wynikiem znakomitym.
Nowoczesna budowa lufy składającej się z lufy rdzeniowej, obsady i płaszcza pozwoliła także na drastyczne zwiększenie donośności armaty. Te właśnie cechy spowodowały, iż w momencie skonstruowania armaty model 1897 wszystkie inne działa stały się momentalnie przestarzałe.
Łoże kołowe, jednoogonowe. Promień skrętu działa wynosił 10,7 m. Obsługa była chroniona przez tarczę pancerną o grubości 8 mm. Trakcja konna (6 koni) lub motorowa.

## Użycie bojowe
„Siedemdziesiątkapiątka” była znakomitą armatą polową, świetnie nadającą się do prowadzenia wojny manewrowej, ale okazała się zupełnie bezużyteczna w czasie pozycyjnych, okopowych walk I wojny światowej. Jako armata miała zbyt małą donośność do prowadzenia ognia przeciwartyleryjskiego służącego do zniszczenia armat wroga, jej pociski miały zbyt małą moc niszczącą, aby służyć do burzenia fortyfikacji wroga, a jako armata, czyli broń płaskotorowa, nie nadawała się do ostrzeliwania okopów. Do tych zadań wyprodukowano wówczas we Francji szereg haubic oraz dział polowych o większych kalibrach, między innymi znakomitą armatę Canon de 105 modèle 1913.

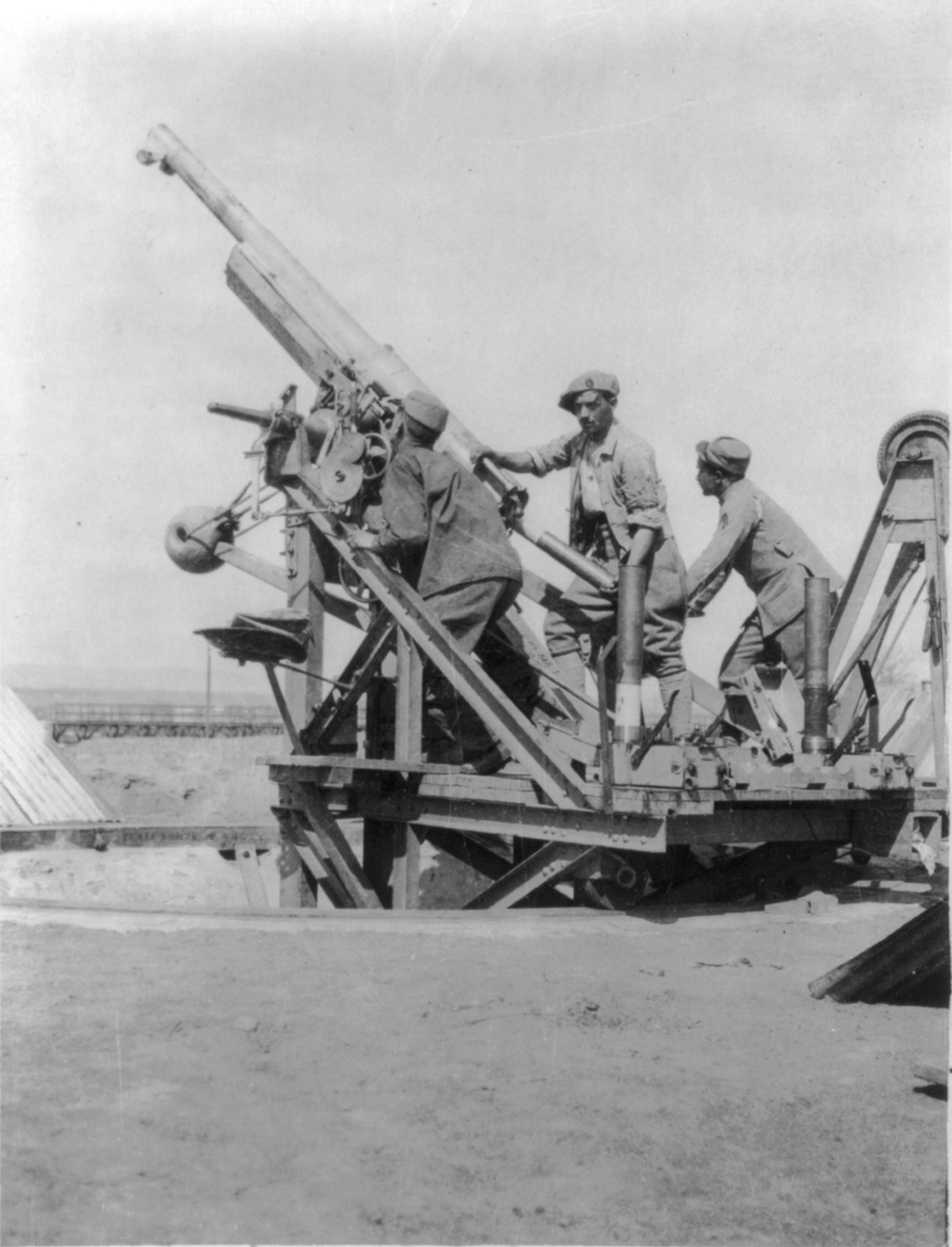

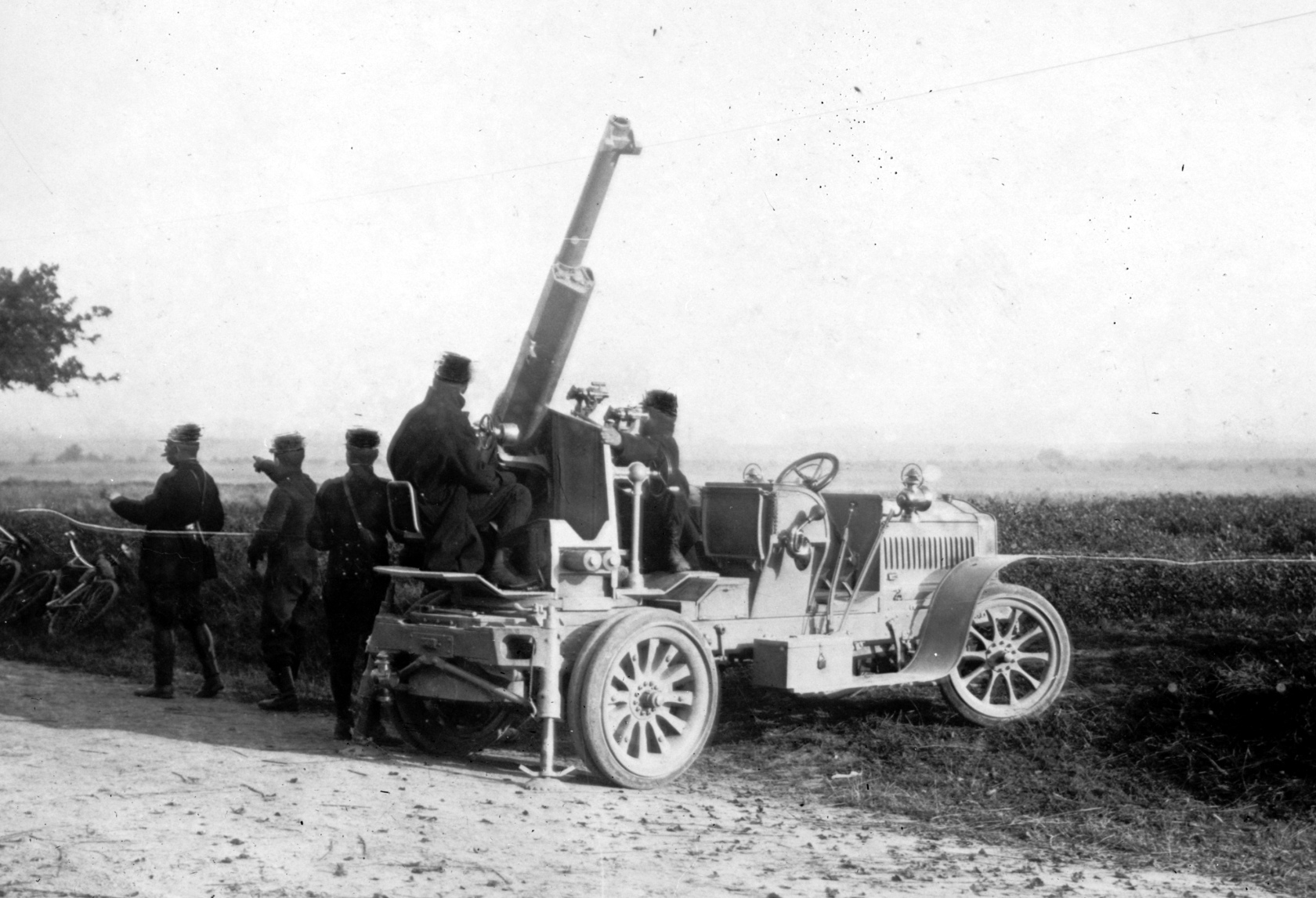

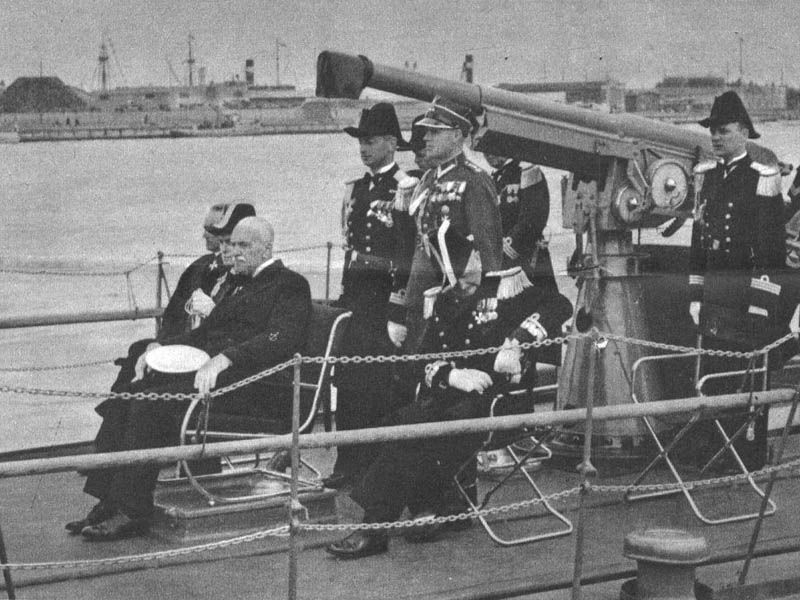
ORP „Mazur”

## Wersje
We Francji opracowano kilka odmian tej armaty:
- canon de 75 mm mle 1897 modifié 1938 – unowocześniona wersja z kołami pneumatycznymi i zmienioną tarczą
- autocanon de 75 mm mle 1913 – samochodowa armata przeciwlotnicza na podwoziu samochodu De Dion-Bouton
- canon de 75 mm contre-aéroplanes sur plateforme mle 1915 – półstała armata przeciwlotnicza na obrotowej platformie
- canon de 75 mm contre-aéroplanes mle 1917 – przyczepkowa armata przeciwlotnicza
- canon de 75 mm mle 1897 modifié 1933 – armata przeciwpancerna z inną konstrukcją łoża pozwalającą na kąt ostrzału w płaszczyźnie poziomej wynoszący 58°

## Użytkownicy
Głównym użytkownikiem armaty była Francja. Ponadto armat tego typu używała Polska.
Podczas II wojny zdobyte przez Wehrmacht armaty służyły w armii niemieckiej jako 7,5 cm Feldkanone 231(f) (7,5 cm FK97(f)). Po rozpoczęciu inwazji na Związek Radziecki część zdobycznych armat przystosowano do roli dział przeciwpancernych, umieszczając je na lawecie armat 5 cm PaK 38 – działa te otrzymały oznaczenie 7,5 cm PaK 97/38.
Innymi użytkownikami tych dział była Serbia, Włochy, USA (wersja amerykańska znana była jako 75 mm M2), Rumunia i Belgia.

### Armata mle 1897 w Wojsku Polskim
Armata mle 1897 w okresie międzywojennym wchodziła w skład uzbrojenia Wojska Polskiego (pod oznaczeniem 75 mm armata wz. 1897, zapisywanym także: wz. 97). Było to podstawowe działo polowe Wojska Polskiego w okresie międzywojennym i podczas kampanii wrześniowej. Stanowiła ona wyposażenie pułków artylerii lekkiej (po 12 dział na dywizjon lub po 24 – zależnie 1 lub 2 dywizjony).
Jednostka ognia do armaty wz. 97 – 60 nb, w tym: z granatem wz. 15 (ładunek normalny) – 35, z granatem wz. 15 (ładunek zmniejszony) – 9, z granatem wz. 17 – 9, szrapnel – 6, z pociskiem wskaźnikowym – 1, zapalniki – 68.